# Bambasi
Bambasi (également appelée Abba Moti) est une ville d'Éthiopie, située dans la zone Asosa de la région Benishangul-Gumaz. Elle se trouve à et à 1 668 mètres d'altitude.
Selon les estimations de 2005 de l’Agence Centrale de la Statistique éthiopienne (CSA), la ville de Bambasi comptait 7 166 habitants (3 653 hommes et 3 513 femmes).